# سیارک ۹۷۲۶۸
سیارک ۹۷۲۶۸ (به انگلیسی: 97268 Serafinozani، نامگذاری:1999XD127) نود و هفت هزار و دویست و شصت و هشتمین سیارک کشف شده‌است که در ۷ دسامبر ۱۹۹۹ کشف شد.